# Genève-Aéroport
Genève-Aéroport (fra: Gare de Genève-Aéroport) – stacja kolejowa w Le Grand-Saconnex, w kantonie Genewa, w Szwajcarii. Położona jest pod pasem startowym Lotniska w Genewie. 
Stacja znajduje się 250 metrów od terminalu lotniska (pod jednym dachem) i bardzo blisko do terenów targowych Palexpo. Podobnie jak stacja Zürich Flughafen jest stacją podziemną.

## Linie kolejowe
- Lozanna – Genewa